# Jay Oliva
Jay Oliva es un artista de guiones gráficos, productor y director de películas animadas filipino-estadounidense, que actualmente trabaja para Warner Bros. Animation.

## Carrera
Oliva empezó su carrera en la animación como artista de limpieza para la serie de Fox TV Spider-Man en 1996, donde acabó empezando su carrera como dibujante de guiones gráficos. Posteriormente, empezó a colaborar con Sony Animation en 1997, para la serie Extreme Ghostbusters. Permaneció en Sony durante los siguientes años, donde trabajó en Godzilla: The Series, y más tarde, como director, en la serie animada Roughnecks: The Starship Troopers Chronicles, a la que siguieron Heavy Gear y Max Steel. Antes de abandonar Sony, realizó los guiones gráficos en Jackie Chan Adventures. Pasó a ser supervisor de guiones gráficos en la serie de Mike Young Productions/Mattel He-Man and the Masters of the Universe y su continuación Masters of the Universe vs. the Snake Men. Fue contratado posteriormente como dibujante de guiones gráficos para la primera temporada de la serie The Batman, tras la cual volvió a Sony Animation para dirigir la última temporada de Jackie Chan Adventures.
Durante su estancia en Sony, trabajó como dibujante de guiones gráficos para la película Stuart Little 3: Call of the Wild en 2005. Tras trabajar en varias series animadas de DC, incluyendo Teen Titans y Justice League, colaboró con Lionsgate, donde dirigió The Invincible Iron Man y Doctor Strange: The Sorcerer Supreme. Después, fue contratado por la Walt Disney Company para realizar los guiones gráficos de la serie infantil, alabada por la crítica, My Friends Tigger and Pooh. Durante este periodo también trabajó como dibujante de guiones gráficos para Superman: Doomsday, antes de volver por última vez a Marvel para dirigir Next Avengers: Heroes of Tomorrow.
Trabajó como dibujante de guiones gráficos Hulk Vs y Wonder Woman. Tras trabajar en otros seis proyectos de DC Comics, como Green Lantern: First Flight, Superman/Batman: Public Enemies, Justice League: Crisis on Two Earths, Batman: Under the Red Hood, Superman/Batman: Apocalypse y All-Star Superman, se le pidió que dirigiese la película animada Green Lantern: Emerald Knights, con buenas críticas. También dirigió muchos episodios de Young Justice. También trabajó en The Avengers: Earth's Mightiest Heroes.
A final de 2012, Warner Bros. Animation le encargó dirigir la película animada de dos partes Batman: The Dark Knight Returns, basada en el cómic del mismo título de Frank Miller. La Primera parte de la película consiguió una calificación del 100 % en la web Rotten Tomatoes.
En 2013, Oliva, junto a Zack Snyder, realizó los guiones gráficos de su primera película de acción real, El Hombre de Acero, tras la que dirigió Justice League: The Flashpoint Paradox, basada en el crossover Flashpoint. Más adelante, dirigió la película animada Justice League: War, estrenada en 2014.
El director de Son of Batman, Ethan Spaulding, reemplazó a Oliva como director de la secuela Justice League: Throne of Atlantis, basada en las historias de Aquaman escritas por Geoff Johns. Oliva dirigió después Batman vs. Robin, antes de trabajar en Batman v Superman: Dawn of Justice. Oliva dirigió más tarde Batman: Bad Blood.
Oliva realizó los guiones gráficos de la película del Universo Cinematográfico Marvel Ant-Man en 2015, así como de la película de Tim Miller Deadpool en 2016.
En el año 2017 dirigió la película Justice League Dark